# تيسير عبد الحسين
 تيسير عبد الحسين محمد (مواليد 30 نوفمبر 1978) هو مدرب ولاعب كرة قدم عراقي دولي سابق، كان يلعب في مركز لاعب وسط.

## روابط خارجية
- اللاعب تيسير عبد الحسين على موقع كووورة.
- Iraq - Record International Players rsssf.com (in Arabic)